# MSNBC

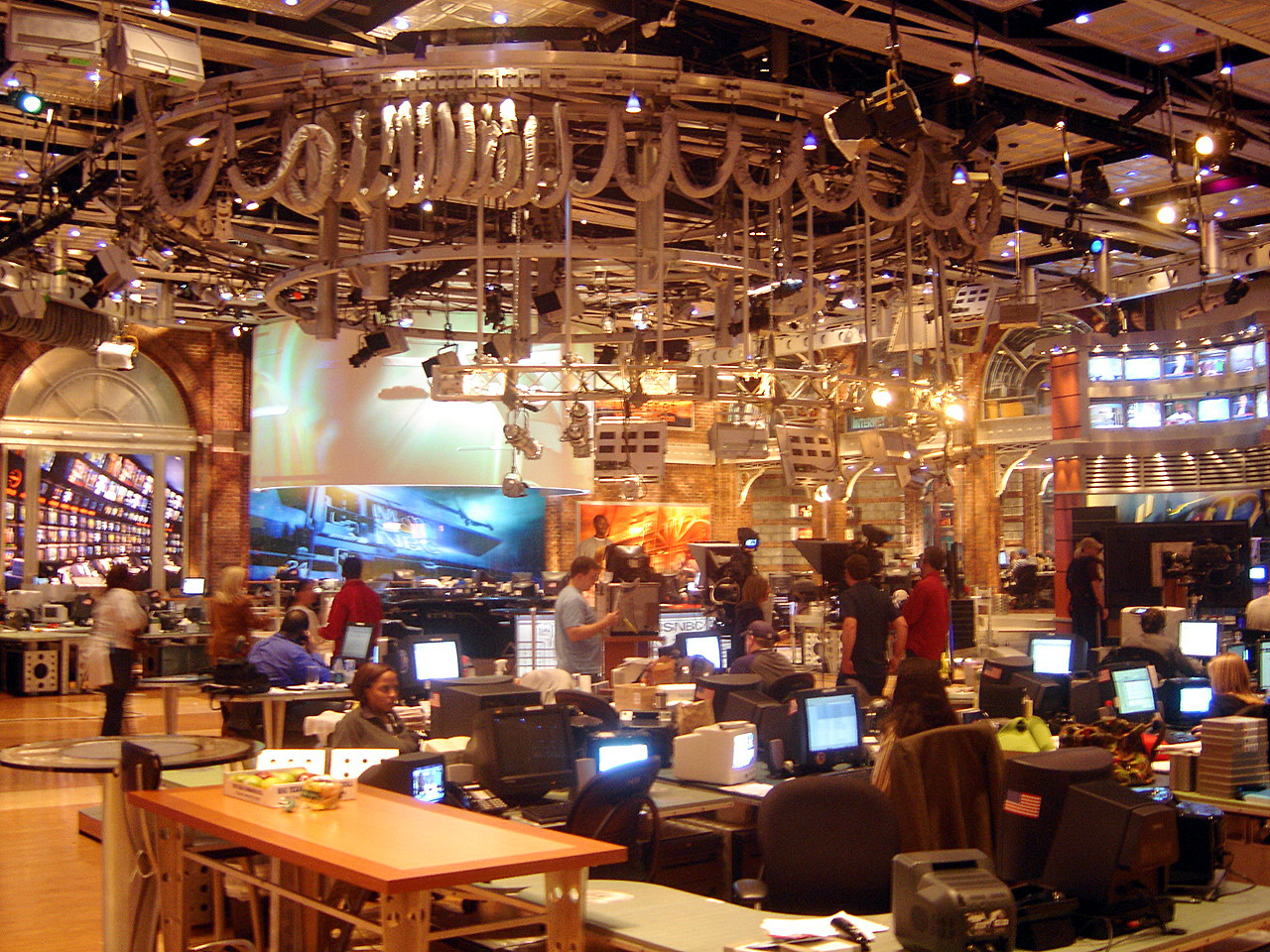
MSNBC in NJ

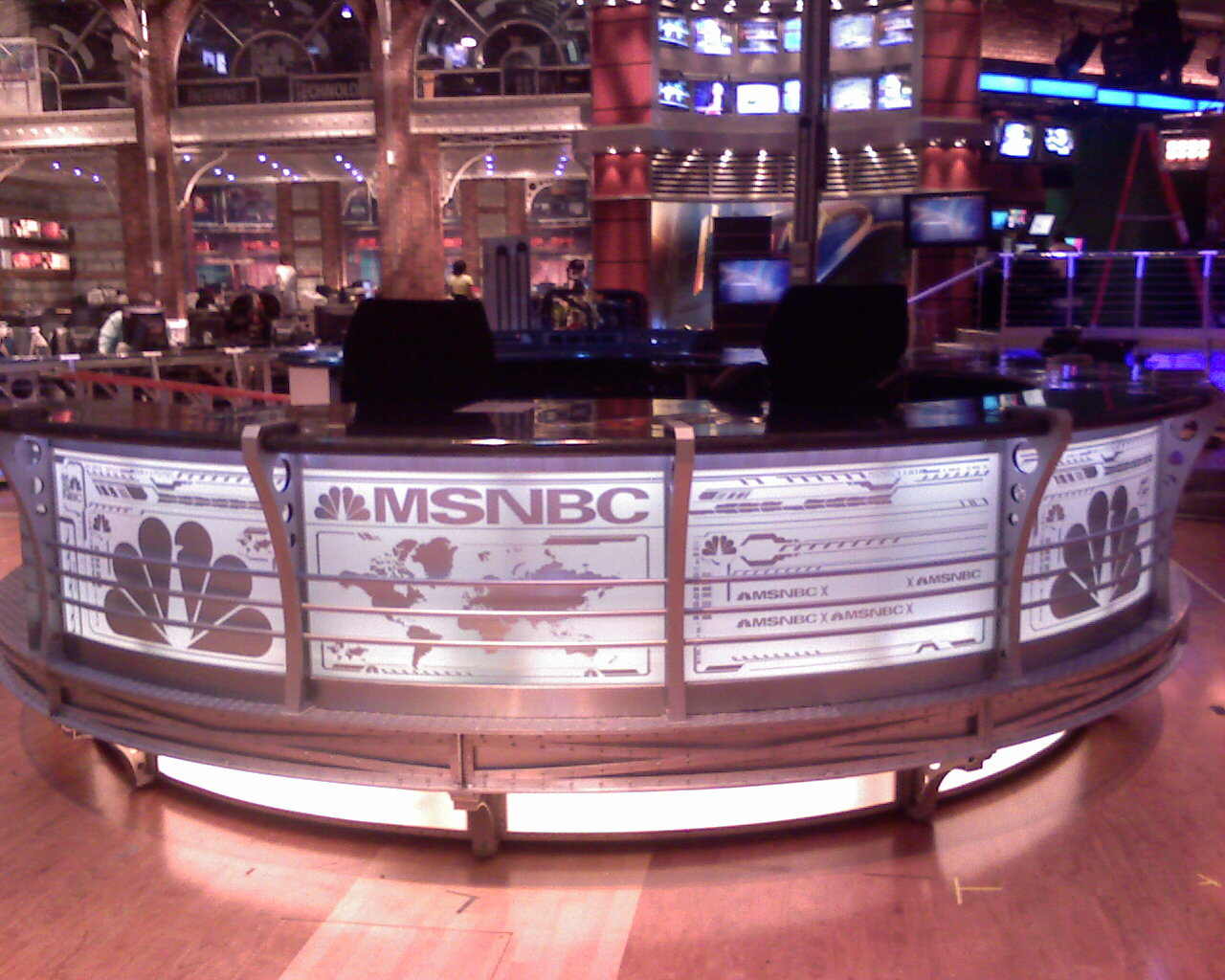
MSNBC in NJ

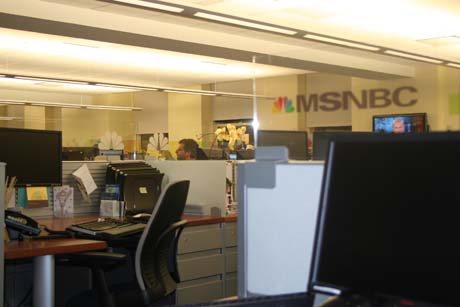
MSNBC-Newsroom in NYC

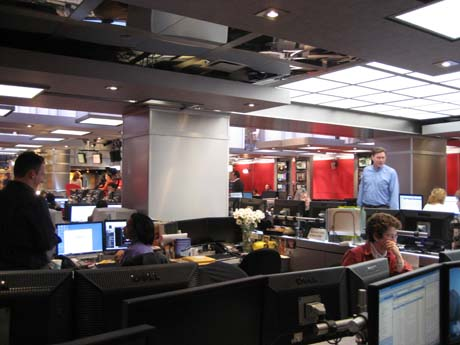
MSNBC-Newsroom in NYC

MSNBC (Microsoft/National Broadcasting Company) ist ein US-amerikanischer Nachrichtensender mit Sitz in New York City. Er ging im Juli 1996 auf Sendung und wurde als ein Gemeinschaftsunternehmen von NBC und Microsoft gegründet. Seit 2012 ist NBC Universal alleiniger Eigentümer des Senders.
MSNBC ist Amerikas drittgrößter Nachrichtensender mit über 20 Büros in den USA und zehn weiteren Büros weltweit.

## Geschichte
Vorläufer von MSNBC war der Sender America's Talking, der am 4. Juli 1994 als Ableger des Wirtschaftssenders CNBC gegründet wurde. Damaliger Chef des Senders war der spätere Chef von CNBC und Fox News Channel, Roger Ailes. Das Programm von America's Talking bestand zum größten Teil aus Talkshows und Ratgebersendungen. Wegen des geringen Erfolgs des Senders entschied NBC Universal, den Sender am 15. Juli 1996 einzustellen. Auf dem gleichen Sender ging zur gleichen Zeit MSNBC, ein Gemeinschaftsunternehmen von NBC Universal und Microsoft auf Sendung.
Seit dem Sendestart gelang es MSNBC, in den USA populär zu werden. Der Sender versucht mit unkonventionellen, leicht verständlichen Nachrichten seine Zuschauer zu erreichen. 
Unter dem Namen ZDF.MSNBC unterhielt das Zweite Deutsche Fernsehen (ZDF) zwischen 1997 und 2001 unter der Leitung von Dirk Max Johns eine weit reichende Kooperation mit MSNBC, aus der unter anderem das heutige Internet-Angebot der heute-Nachrichtensendung hervorging. ZDF.MSNBC produzierte damit eines der ersten reinen Nachrichtenangebote im deutschsprachigen Internet.
Auf dessen Website zdf.msnbc.de erschien im Jahr 2000 auch zum ersten Mal das aktuell benutzte ZDF-Logo, das im Fernsehen erst seit 2001 in Benutzung ist.
Seit 2012 ist NBC Universal alleiniger Eigentümer des Senders.
Mitarbeiter strebten 2021 an, eine gewerkschaftliche Vertretung innerhalb des Unternehmens mit der Writers Guild of America, East (WGAE) zu gründen. Die WGAE zeigte sich dabei jedoch enttäuscht vom Handeln der Geschäftsführung, die die Mitarbeiter in internen Meetings davon abbringen wolle, für die gewerkschaftliche Vertretung zu stimmen, und dass das Unternehmen die Vertretung erst nach einer formalen Mitarbeiterabstimmung anerkennen wolle.

## Positionierung
Der Sender gibt an, überparteilich zu sein, wird von Beobachtern jedoch dem liberalen Spektrum zugeordnet und als den Demokraten nahestehend beschrieben.
Politische Attacken vom Fox News Channel auf die Obama-Regierung, die Demokratische Partei und das liberale Establishment kontert MSNBC mit politischen Talkshows von linksliberaler Seite. Der Sender begreift sich als „Ort des Geschehens für Progressive“.

## Programm
Das werktägliche Programm besteht u. a. aus folgenden Sendungen:
- First Look: Nachrichtensendung von 5 bis 5:30 Uhr EST mit Betty Nguyen
- Way Too Early: Nachrichtensendung von 5:30 bis 6 Uhr EST mit Jonathan Lemire
- Morning Joe: Morningshow von 6 bis 9 Uhr EST mit Joe Scarborough, Mika Brzezinski und Willie Geist
- The Rundown: Nachrichtensendung mit den aktuellen Themen auf der politischen Agenda von 9 bis 11 EST mit Jose Diaz-Balart
- News-Nation: Nachrichtensendung mit weicheren Themen und Entertainment-News von 11 bis 12 EST mit Tamron Hall
- Andrea Mitchell Reports: Nachrichtensendung aus Washington D.C. mit klarem Fokus auf Innen- und Außenpolitik von 12 bis 13 EST mit NBC-Chef-Auslandskorrespondentin Andrea Mitchell
- MSNBC Live: Allgemeine Nachrichtensendung mit Reportagen, Breaking News, Live-Übertragungen, Wetter und Börsenupdate, moderiert von Thomas Roberts von 13 bis 15 Uhr EST
- The Cycle: Vierer-Diskussionsrunde mit Ari Melber, Krystal Ball, Toure, Abby Huntsman von 15 bis 16 EST
- NOW with Alex Wagner: Hintergrund-Nachrichtenprogramm mit größerem Anteil an Entertainment-Themen von 16 bis 17 EST
- The Ed Show: Meinungssendung mit Interviews und Kommentaren von Ed Schultz von 17 bis 18 EST
- PoliticsNation: Meinungssendung mit Reverend Al Sharpton, von 18 bis 19 EST
- All In with Chris Hayes: Nachrichten-Zusammenfassung mit Kommentaren und Interviews zu innenpolitischen und globalen Themen moderiert von Chris Hayes von 20 bis 21 EST
- The Rachel Maddow Show: Tägliche Nachrichten, Interviews und Kommentare über innenpolitische Themen von Rachel Maddow, wird um 21 Uhr EST gesendet und um 23 Uhr EST wiederholt
- The Last Word with Lawrence O'Donnell: Kommentare zu aktuellen politischen Themen von Lawrence O’Donnell, wird um 22 Uhr EST gesendet und um 2 Uhr EST wiederholt.

Am Wochenende besteht das Programm u. a. aus folgenden Sendungen:
- MSNBC Documentaries: verschiedene Dokumentationen
- MSNBC Live: Allgemeine Nachrichtensendung mit Reportagen, Breaking News, Live-Übertragungen, Wetter und Börsenupdate, moderiert von verschiedenen Moderatoren von 7 bis 12 Uhr EST samstags, sowie 8 bis 12 Uhr EST sonntags
- Meet the Press: Wiederholung der von NBC ausgestrahlten sonntäglichen Morgentalkshow, moderiert von David Gregory, sonntags von 14 bis 15 Uhr EST

## Verbreitung
MSNBC kann in den USA über Kabelfernsehen oder die Satellitenanbieter Dish Network und DirecTV empfangen werden. In Europa war der Sender zeitweise an Wochenenden oder in der Nacht bei CNBC Europe zu sehen. Zurzeit hat MSNBC dort kein regelmäßiges Fenster; bei besonderen Ereignissen – Beispiel Irak-Krieg – übernimmt CNBC Europe jedoch das Programm. Auch an amerikanischen Feiertagen ist MSNBC gelegentlich auf CNBC Europe zu sehen.